# Муавія бен Худадж
Муавія бен Худадж (Худайд) (д/н — після 670) — державний та військовий діяч Омеядського халіфату.

## Життєпис
Походив з держави Кінда в центральній частині Аравійського півострова. З 630 року долучився до мусульман. В подальшому брав участь у походах з підкорення Сирії. Відзначився у битві при Ярмуці 636 року, після якої араби зайняли цю візантійськупровінцію. В подальшому був учасником підкорення Персії, звижятив убитвах при Кадісії 636 року та Джалулі 637 року.
У 654 роціочолив війська, з яким дійшов до гір Кайраван. Після цього діяв в бізацені, де протягом 655 року сплюндрував значну частину цієї провінції. У 658 році брав участь у поході Амр ібн аль Аса проти Мухаммеда ібн Абу Бакра, валі Єгипту, якийбув причетним до вбивства халіфа Османа. Муавія бен Худадж особисто вбив Мухаммеда ібн Абу Бакра.
У 660—661 роках здійснив новий похід до Бізацени. У 660—663 роках виступив проти берберських племен. У 665 році здійснив третій похід проти візантійців. Він розбив візантійський десант в області Малого Сирту, а потім атакував фортецю Джалулу, чим відкрив шлях до внутрішніх областей Африканського екзархату.
У 666 році призначено першим валі (намісником) Іфрикії. Того ж року здійснив напад на Сицилію, сплюндрувавши південне узбережжя. У 669 роціпризначено валі Барки. У 670 році здійснив новий похід до Візантійської Африки. Помер між 672 та 678 роками.